# 435 (číslo)
Čtyři sta třicet pět je přirozené číslo. Následuje po číslu čtyři sta třicet čtyři a předchází číslu čtyři sta třicet šest. Římskými číslicemi se zapisuje CDXXXV a řeckými číslicemi υλε.

## Matematika
435 je:
- Deficientní číslo
- Složené číslo
- Nešťastné číslo

## Astronomie
- (435) Ella je planetka hlavního pásu, kterou objevili v roce 1898 Max Wolf a Arnold Schwassmann

## Roky
- 435
- 435 př. n. l.